# Näset, Falu kommun
Näset är en bebyggelse i Falu kommun i Dalarnas län belägen i Bjursås distrikt vid riksväg 69. Fram till 2015 räknades bebyggelsen av SCB som en egen småort för att därefter räknas som en del av tätorten Bjursås.